# 落枕
落枕（「落」）是中医学病名，又名失枕、瞓捩頸，西醫上稱作急性頸椎關節周圍炎、颈肩肌筋膜炎或頸部肌肉扭傷等，患者会感到头部转动困难，轻微扭动颈部就产生酸痛。中医上用针灸、推拿等法治疗。
常见的一种原因是睡眠时的姿势不当等因素导致的肩颈肌肉拉伤或炎症，故得此名，许多患者的症状能在短期内自然消退。

## 史料記載
明吴昆注：“失枕者，风在颈项，颈痛不利，不能就枕也。”